# Antonio Pimentel de Prado

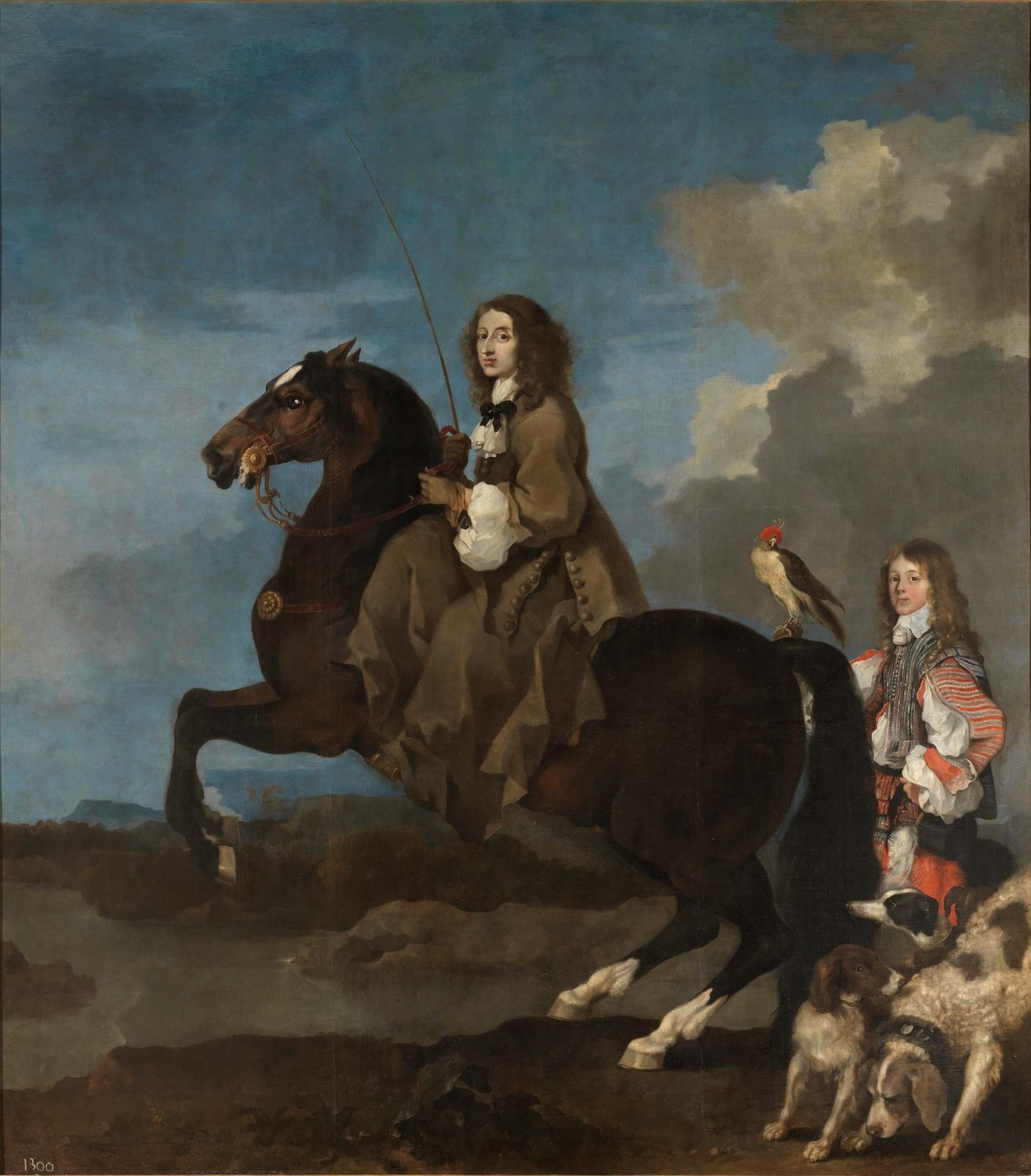
Sébastien Bourdon, Cristina de Suecia, 1653, Museo del Prado.

Antonio Pimentel de Prado y lo Bianco (Palermo, 1604 - Amberes, ca. 1671-72) fue un agente español, gobernador de Nieuwpoort (1646 - 1651), embajador en Estocolmo (1652 - 1654), Caballero de la Orden de Santiago (1658), representante en París (1659), gobernador de Cádiz (1660 - 1670), y al final de su vida consejero y jefe del ejército en Amberes (1670 - 1672).

## Biografía
Sobre su juventud no se sabe mucho. Sobrino de Bernardino de Rebolledo nombra embajador de España en Suecia a Antonio Pimentel del Prado. Esta era la primera misión española a Suecia desde el reinado de Juan III de Suecia.
Cristina de Suecia empezó en 1651 negociaciones con Felipe IV de España y envió al diplomático sueco Matthias Palbitzki al tribunal español. Felipe IV, que buscaba buenas relaciones, ordenó al diplomático español que promoviera los intereses suecos en cualquier lugar de Europa. El objetivo de la embajada en Estocolmo era oficialmente para investigar el poder militar de Suecia, pero la tarea principal era descubrir si la reina tenía planes de boda, porque el equilibrio del poder en Europa sería severamente afectado si Cristina se casara con alguien hostil al poder de España.
Antonio Pimentel llegó a Dalarö el 12 de agosto de 1652, junto a su mujer, niños y un séquito de 50 personas, para aparecer en Estocolmo el 16 de agosto del mismo año. La reina lo recibió el 19 de agosto. 
Pimentel se convirtió rápidamente en su confidente y trató de obtener apoyo para su propuesta de abdicar. Cristina y Pimentel empezaron unas negociaciones secretas, a menudo en su biblioteca donde dieron lugar a rumores. La reina le dio una idea de sus planes sobre su futura abdicación.

## Regreso a España
Pimentel partió después de pedir un gran retrato de la Reina como regalo al Rey de España. Esta pintura de Sebastien Bourdon fue terminada en junio de 1653 y ahora cuelga en el Prado. A principios de agosto, antes de su partida, la reina lo nombró caballero de la Orden del Amaranto. Todos los miembros tenían que prometer que nunca volverían a casarse (la orden fue disuelta en 1654). Cuando salió de Gotemburgo, su nave fue detenida y fue forzado a volver. Pimentel fue con la reina a Östergötland y la siguió a Estocolmo.[cita requerida] En junio de 1654, cuando no hubo nada que se interpusiera en su conversión a la fe católica, Cristina abdicó. Dejó su país para abrazar la fe católica en los Países Bajos Españoles. Cristina continuó su amistad con Pimentel, en parte porque ella quería mediar entre Francia y España en la Guerra franco-española (1635-1659).
Pimentel y Cristina se encontraron otra vez en Bruselas en 1655, él estaba presente cuando se convirtió en la víspera de Navidad de ese año. Luego formó parte de su séquito de Innsbruck y Roma. La dejó en 1656 cuando ella hizo propuestas a Francia. Pimentel se desempeñó posteriormente como diplomático en París y, en nombre de España, preparó la Paz de los Pirineos (octubre de 1659).

### Representación cinematográfica en Queen Christina
En la película Queen Christina de 1933, altamente ficticia, protagonizada por Greta Garbo, John Gilbert interpretó a Pimentel (generalmente llamado Antonio o simplemente "el enviado español"), ante la insistencia de Garbo, su ex amante en la vida real. En la película, la reina, vestida como un hombre, camina anónimamente por el campo invernal a caballo y se burla de Antonio y su pequeño séquito (sin incluir a la esposa y los niños) por dejar a su carruaje atascado en un bache profundo y cubierto de nieve en el camino. La toman por un hombre joven y le dan una propina de 1 tálero por dar una solución al dilema de los españoles. Ella sigue cabalgando y toma la mejor habitación en la posada que le había recomendado. Antonio llega más tarde e insiste en tener la mejor habitación para él. Llegan a un compromiso para compartir la cama, ya que a Christina todavía la confunden con un hombre. Desnudarse parcialmente finalmente revela su secreto, y Antonio se convierte en su primer amante verdaderamente "liberador del alma". Ella no le dice que ella es Cristina la Reina.
Cuando Pimentel llega a la corte sueca como enviado español, se asombra al contemplar a Cristina como reina. Sus profesiones de amor continúan en privado. Christina está agradecida por haberle mostrado cómo podría ser el amor verdadero y una vida algo normal en el futuro. La película no trata sobre la lucha de la verdadera reina con su fe, ni menciona a la familia de Pimentel. Inmediatamente después de la abdicación de Christina en 1654, la película muestra a Antonio derribado en un duelo de espadas y muriendo en sus brazos. En realidad, Pimentel tuvo tratos con la exreina durante un par de años más y continuó sirviendo a España hasta principios de la década de 1670.